# Poljane (Dragalić)
Poljane falu Horvátországban, Bród-Szávamente megyében. Közigazgatásilag Dragalićhoz tartozik.

## Fekvése
Bródtól légvonalban 55, közúton 63 km-re nyugatra, Pozsegától   légvonalban 30, közúton 38 km-re délnyugatra, községközpontjától 1 km-re délkeletre Nyugat-Szlavóniában, a Szávamente termékeny síkságán, a Trnava és a Veprliak-patak összefolyásánál fekszik.

## Története
A település a török kiűzése után, a 18. század első felében keletkezett. 1734-ben 12 ház állt a faluban, mind pravoszláv vallású lakosé volt. Egy 1746-os feljegyzés már 12 katolikus házat is említ itt 14 családdal és 74 katolikus lakossal. 1758-ban említik először Szent Fábián és Sebestyén vértanúk tiszteletére szentelt fakápolnáját. 1760-ban Poljanén 19 pravoszláv és 12 katolikus ház állt. Az első katonai felmérés térképén „Dorf Poliane” néven található. Lipszky János 1808-ban Budán kiadott repertóriumában „Polyane” néven szerepel.  
Nagy Lajos 1829-ben kiadott művében „Polyane” néven 161 házzal, 89 katolikus és 726 ortodox vallású lakossal találjuk. 
1857-ben 236, 1910-ben 416 lakosa volt. Az 1910-es népszámlálás szerint lakosságának 69%-a szerb, 26%-a horvát, 3%-a szlovák, 2%-a magyar anyanyelvű volt. Pozsega vármegye Újgradiskai járásának része volt. Az első világháború után 1918-ban az új szerb-horvát-szlovén állam, majd később (1929-ben) Jugoszlávia része lett. A település 1991-től a független Horvátországhoz tartozik. 1991-ben lakosságának 91%-a szerb, 5%-a horvát nemzetiségű volt. A délszláv háború során már a háború elején szerb ellenőrzés alá került. 1995. május 1-jén a „Bljesak-95” hadművelet első napján foglalta vissza a horvát hadsereg. A szerb lakosság legnagyobb része elmenekült. 2011-ben a településnek 100 lakosa volt. 

## Lakossága
| Lakosság változása | Lakosság változása | Lakosság változása | Lakosság változása | Lakosság változása | Lakosság változása | Lakosság változása | Lakosság változása | Lakosság változása | Lakosság változása | Lakosság változása | Lakosság változása | Lakosság változása | Lakosság változása | Lakosság változása | Lakosság változása |
| ------------------ | ------------------ | ------------------ | ------------------ | ------------------ | ------------------ | ------------------ | ------------------ | ------------------ | ------------------ | ------------------ | ------------------ | ------------------ | ------------------ | ------------------ | ------------------ |
| 1857               | 1869               | 1880               | 1890               | 1900               | 1910               | 1921               | 1931               | 1948               | 1953               | 1961               | 1971               | 1981               | 1991               | 2001               | 2011               |
| 236                | 285                | 265                | 325                | 339                | 416                | 414                | 478                | 452                | 420                | 423                | 430                | 420                | 412                | 54                 | 100                |

## Nevezetességei
- Szent Fábián és Sebestyén vértanúk tiszteletére szentelt kápolnája 1922-ben épült. A délszláv háborúban a falut megszálló szerb erők súlyosan megrongálták. A 3 méter hosszú és 3 méter széles épületet a háború után teljesen megújították.

- Szent István vértanú tiszteletére szentelt pravoszláv kápolnája a 20. század elején épült. A délszláv háború idején a kápolna a frontvonalba került és gránáttalálat érte. Ma is elhagyatva, romosan, tető nélkül áll.